# Eusarcus bifidus
Eusarcus bifidus is een hooiwagen uit de familie Gonyleptidae.